# Браун, Генриетта
Генрие́тта Бра́ун (фр. Henriette Browne), настоящее имя Софи́ де Бутейе́ (фр. Sophie de Bouteiller) — французская художница, представительница ориентализма и одна из пионеров этого жанра.

## Биография
Родилась 16 июня 1829 года в Париже. Её отец, Гийом Бутейе, был музыкантом-любителем, а мать — певицей. Семья Бутейе имела привилегированное положение в обществе благодаря отцу Софи, который происходил из знатной бретонской семьи. С раннего возраста девочка изучала музыку и занималась рисованием.
В 1849 году Софи решила серьёзно заниматься рисованием и стала ученицей Эмиля Перрена. С 1851 года обучалась у Шарля Шаплена в его классе для женщин. В его студии у неё была возможность изучать анатомию и пропорции с живых моделей.
Под псевдонимом Генриетта Браун начала выставляться с 1853 года, в том числе в Парижском салоне.
Была замужем за секретарём Александра Валевского, дипломатом Анри Жюлем де Со (фр. Henry Jules de Saux). Много путешествовала с мужем (Италия, Нидерланды, Константинополь, Марокко, Египет, Сирия и пр.).
Приобрела известность во Франции и Великобритании, в том числе как художница-ориенталистка; пользовалась покровительством Наполеона III и императрицы Евгении.
Умерла в 1901 году.

## Наследие
Работы художницы находятся в Музее Виктории и Альберта, Художественной галерее Крайстчерча, Лондонской национальной галерее и прочих музеях и галереях, а также в частных коллекциях.

## Галерея

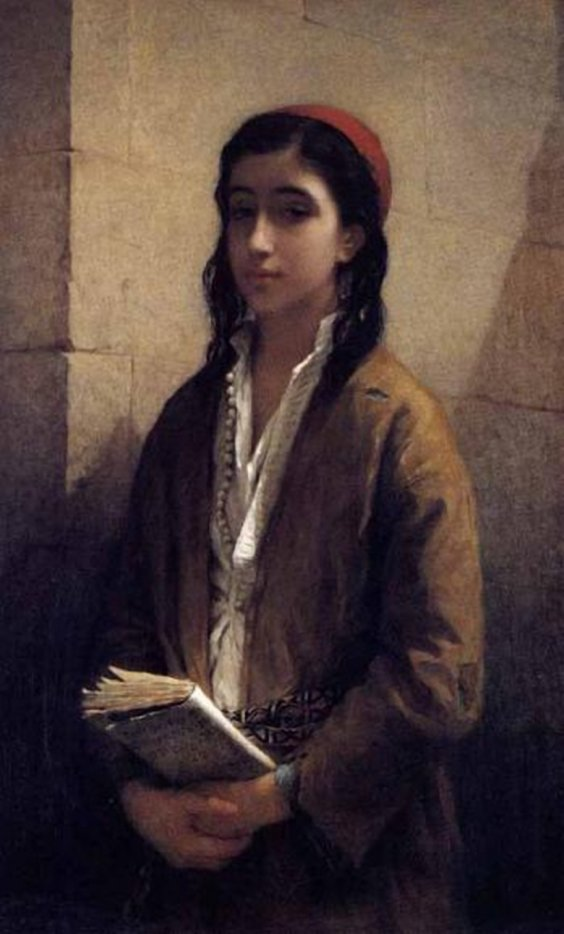
Прекрасная еврейка, 1865
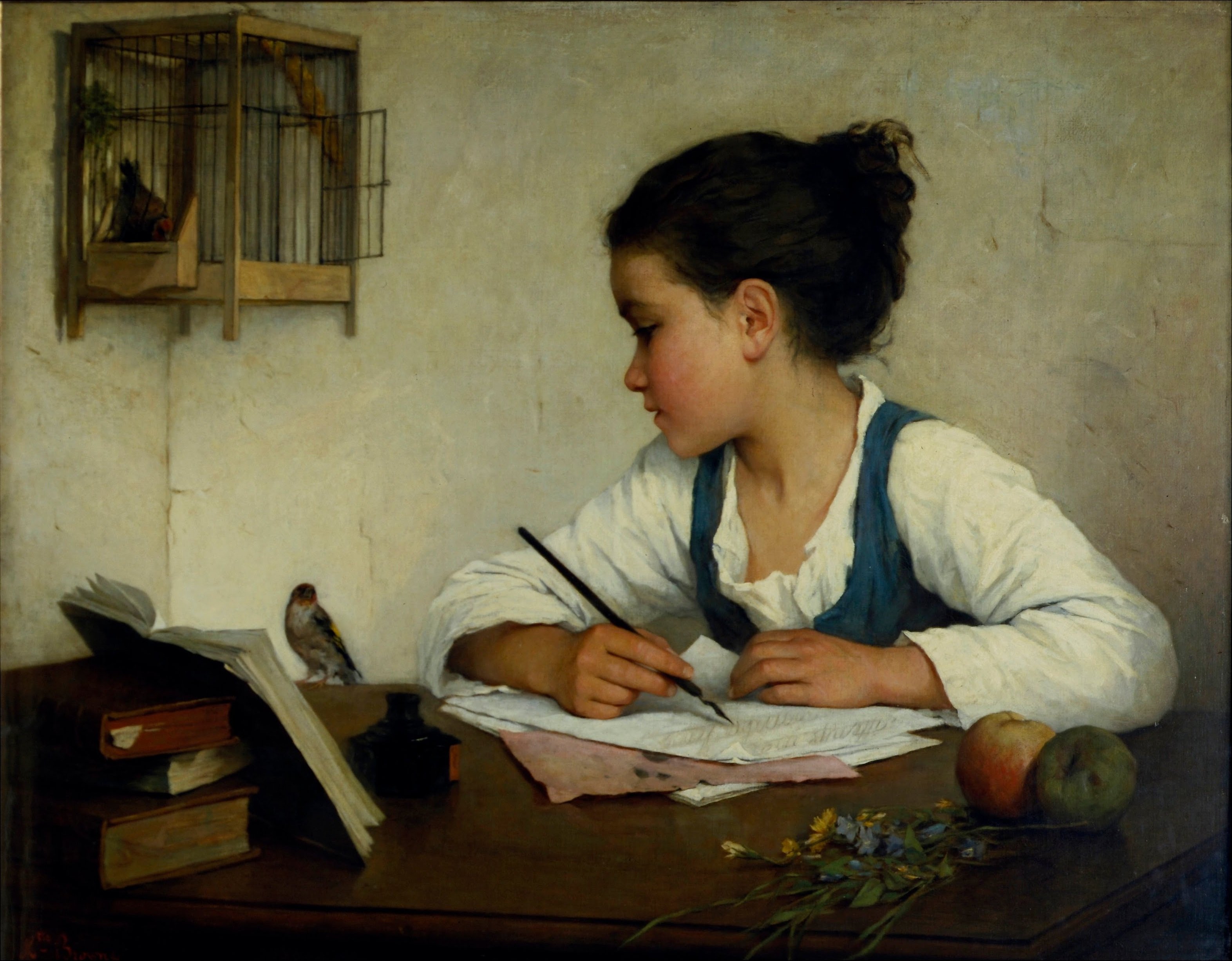
Пишущая девочка, между 1860 и 1880
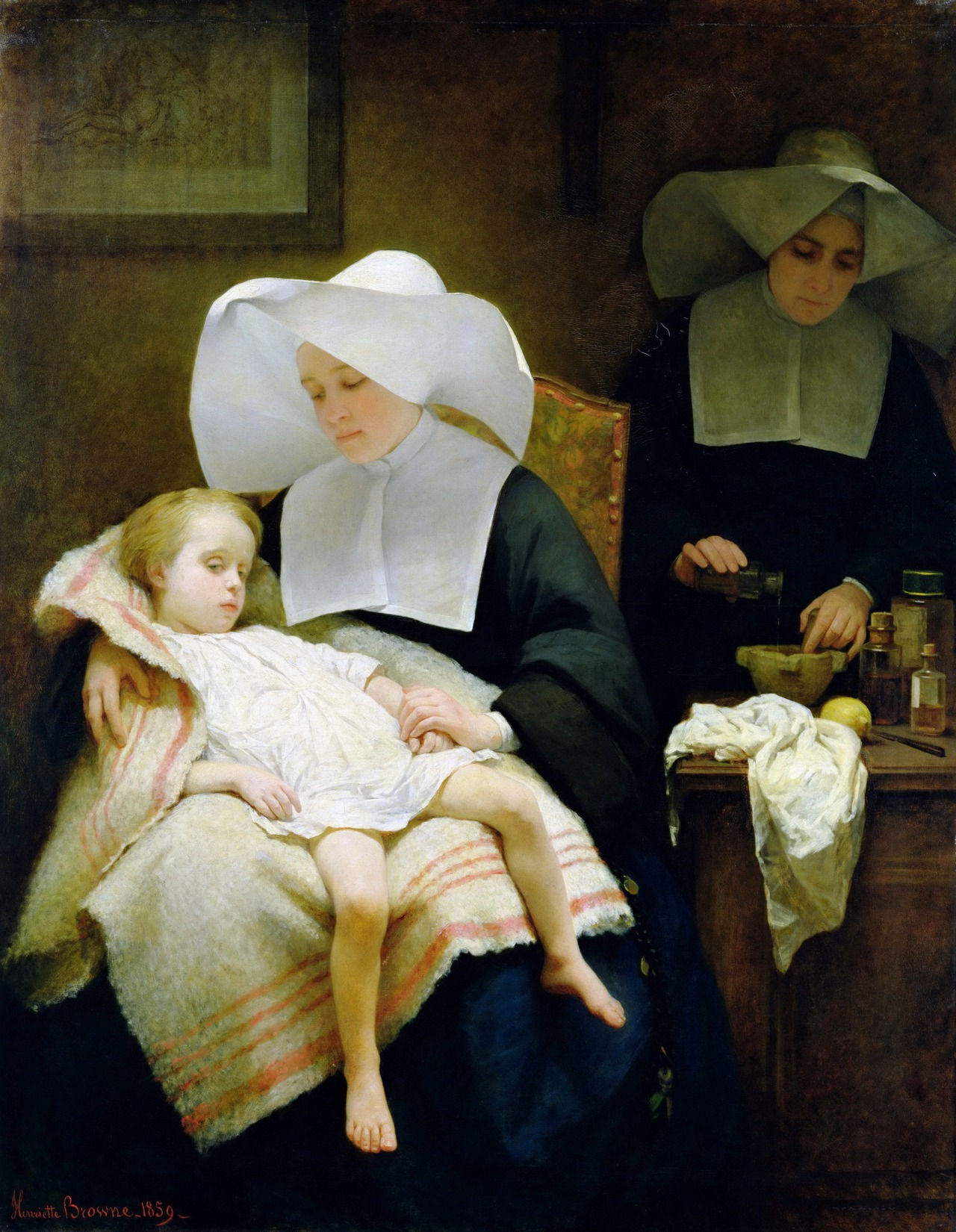
Сестры милосердия, 1859
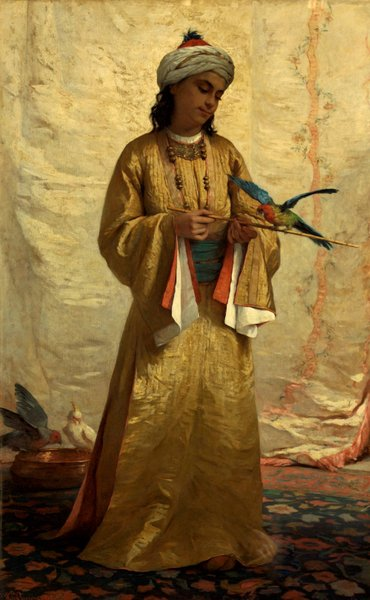
Мавританская девушка с попугаем, 1875